# Liste der Kulturdenkmäler in Dackenheim
In der Liste der Kulturdenkmäler in Dackenheim sind alle Kulturdenkmäler der rheinland-pfälzischen Ortsgemeinde Dackenheim aufgeführt. Grundlage ist die Denkmalliste des Landes Rheinland-Pfalz (Stand: 19. Dezember 2024).

## Einzeldenkmäler
| Bezeichnung                                  | Lage                                          | Baujahr                            | Beschreibung | Bild                           |
| -------------------------------------------- | --------------------------------------------- | ---------------------------------- | --- | ------------------------------ |
| Torpfeiler                                   | Freinsheimer Straße, an Nr. 2 Lage            | 1589                               | Hoftorpfeiler, bezeichnet 1589 | BW                             |
| Hofanlage                                    | Freinsheimer Straße 4 Lage                    | 18. Jahrhundert                    | Hofanlage, 18. Jahrhundert; Krüppelwalmdachbau, zweite Hälfte des 18. Jahrhunderts, Torfahrt 16. oder frühes 17. Jahrhundert; straßenbildprägend | Fotos hochladen                |
| Wohnhaus                                     | Freinsheimer Straße 7 Lage                    | 17. Jahrhundert                    | Fachwerkhaus, teilweise massiv, verputzt, 17. Jahrhundert, Ladeneinbau des 1930er Jahre | BW                             |
| Relief                                       | Freinsheimer Straße, an Nr. 8 Lage            | 1575                               | Sandsteinrelief, bezeichnet 1575 | BW                             |
| Wohnhaus                                     | Freinsheimer Straße 11 Lage                   | 18. Jahrhundert                    | spätbarockes Wohnhaus, 18. Jahrhundert, mit älteren Teilen, Veränderungen um 1923; Hoftor bezeichnet 1798 | BW                             |
| Spolie                                       | Freinsheimer Straße, an Nr. 12 Lage           | vor 1623                           | Wappenstein, vor 1623 | BW                             |
| Weingut                                      | Freinsheimer Straße 18 Lage                   | 19. Jahrhundert                    | Weingut, Hakenhof, 19. Jahrhundert; spätklassizistisches Wohnhaus, 1855, Erkeranbau 1902; Scheune und Stall mit Krüppelwalmdach; Waschküche, Stall und Backhaus 1862                                                                                | BW                             |
| Kriegerdenkmal                               | Freinsheimer Straße, Ecke Herxheimer Weg Lage | um 1930                            | Kriegerdenkmal 1914/18, anspruchsvolle Schauwand mit Brünnchen und Figuren, um 1930 | Fotos hochladen                |
| Grabmäler                                    | Friedhofstraße, auf dem Friedhof Lage         | Ende des 19. Jahrhunderts          | Friedhof vor 1830 angelegt, von Bruchsteinmauer eingefasst; Familiengrabstätte Winkels-Herding: gusseisernes Gitter, Ädikula mit Kreuzigung, Ende des 19. Jahrhunderts; Grabmal Chr. Schowalter († 1887), Sandsteinblock mit vegetabilen Ornamenten | Fotos hochladen                |
| Katholische Pfarrkirche St. Maria Immaculata | Kirchenstraße 1 Lage                          | um 1200                            | romanischer Chorturm, Wormser Schule, um 1200, Aufstockung im 15. Jahrhundert, barocke Haube; Saalbau des 18. Jahrhunderts, Umbau und Erweiterung 1839; spätgotische Sakristei; Grabstein Karr († 1814)                                             | weitere Bilder Fotos hochladen |
| Kirchhofmauer                                | Kirchenstraße, zu Nr. 2 Lage                  | 1710 oder 1711                     | Umfassungsmauer des ehemaligen Kirchhofs und des ehemaligen katholischen Pfarrhauses; Sandsteinsturz, bezeichnet 1710 oder 1711 (Chronogramm), Tor bezeichnet 1727; ehemaliger Kellereingang bezeichnet 1601; in der Gartenmauer barocke Pforte     | BW                             |
| Spolie und Torbogen                          | Kirchheimer Straße, an Nr. 20 Lage            | 1525                               | in der Scheune als Spolie vermauerter Quader, bezeichnet 1525; in Zweitverwendung aufgestelltes Rundbogentor mit Wappenschlussstein, wohl aus dem 16. oder frühen 17. Jahrhundert                                                                   | Fotos hochladen                |
| Hofmauer und Toranlage                       | Kirchheimer Straße, zu Nr. 22/24 Lage         |                                    | Hofmauer und Toranlage des ehemaligen Mönchhofs; an Nr. 24 Rundbogentor, Schlussstein bezeichnet 1757, Bruchsteinmauer eventuell mittelalterlich | BW                             |
| Wegekreuz                                    | Kirchheimer Straße, bei Nr. 30 Lage           | zweite Hälfte des 18. Jahrhunderts | Wegekreuz, spätbarock | Fotos hochladen                |
| Hofanlage                                    | Schulstraße 2 Lage                            | 1587                               | Hakenhof; Wohnhaus bezeichnet 1587, Kellerpforte bezeichnet 1604, Veränderungen 1934; Renaissancetorpfeiler | BW                             |
| Protestantische Kirche                       | Schulstraße 3 Lage                            | 1705                               | barocker Walmdachbau, 1705; Kriegergedächtnistafel 1914/18 | weitere Bilder Fotos hochladen |